# インド帝国勲章
最も高貴なるインド帝国勲章（英: The Most Eminent Order of the Indian Empire）は、かつてイギリスに存在した植民地インドに関する勲章（インド帝国騎士団員章）である。
1877年のヴィクトリア女王のインド女帝即位に伴ってインドの星勲章より下位の勲章として創設された。ナイト・グランド・コマンダー (GCIE) 、ナイト・コマンダー (KCIE) 、コンパニオン (CIE) の3等級があった。1947年のインド独立により廃止された。

## 創設・対象・等級
1877年1月1日にヴィクトリア女王がインド女帝に即位したのに伴い、同年12月31日にインドの星勲章より格下の勲章として制定された。
受章対象はインド統治行政官・軍人、インド王侯（マハラジャ）などである。はじめ単一級の勲章だったが、1886年に2等級、1887年に以下の3等級に増やされた。
- ナイト・グランド・コマンダー（Knight Grand Commander）（GCIE）
- ナイト・コマンダー（Knight Commander）（KCIE）
- コンパニオン（Companion）（CIE）

インドの星勲章と同様に非キリスト教徒の受章が想定される勲章なので、「Cross（十字）」ではなく「Commander」表記が用いられている。

## デザイン
GCIEは頸飾、大綬章、星章の3つから構成される。頸飾は銀製で象、睡蓮の葉、孔雀、インドのバラを交互に並べ、中央には王冠があり、その下に記章が付いているというデザインである。記章は赤いバラの形で中央にはヴィクトリア女王の横顔が描かれており、女王の肖像の周囲に「女帝の庇護のもとで（IMPERATRICIS AUSPICIIS）」という文字が刻まれている。大綬章は色が紫で、頸飾の記章と同じデザインの記章が先端に付いている。星章は銀製であり、頸飾の記章と同じデザインの中央部と中央部から伸びた銀色と金色の線というデザインである。GCIEには紫のマントも付く。
KCIEは中綬章と小型の星章から成る。
CIEは中綬章だけである。
- GCIEの頸飾、大綬章、星章・マントを着用するインド王侯の絵
- KCIEの星章と中綬章の記章

## 廃止
1947年8月15日のインド・パキスタン独立により、インドの星勲章とともに廃止された。受章者が死去するとイギリス王室への返還が求められるが、GCIEの頸飾を除いて、遺族の買い取りも認められている。
最後まで生存していたGCIE受章者はトラヴァンコール藩王国最後のマハラジャだったスレー・ヴァルマ（GCSIも受章）であるといい、彼は1991年に死去している。